# Эскадренные миноносцы типа «Луиджи Дуранд де ла Пенне»
Тип «Луиджи Дуранд де ла Пенне» (исп. Luigi Durand de la Penne) — серия итальянских эскадренных миноносцев УРО 1980-х годов.

## Проект
Были созданы в первой половине 1980-х годов и предназначались для замены устаревших эсминцев типа «Импавидо».

Названы в честь Луиджи Дуранд де ла Пенне (итал. Luigi Durand de la Penne; 11 февраля 1914, Генуя, Италия – 17 января 1992 года, там же), водолаза  Итальянского военно-морского флота, (с 1935 года — в La Decima or Xª MAS ("10-я штурмовая флотилия транспортных средств")), участника Второй мировой войны, депутата парламента Итальянской республики, вице-адмирала.

## Строительство
Первоначально планировалось построить четыре эсминца типа «Луиджи Дуранд де ла Пенне», но строительство второй пары было отменено в 1993 году в пользу совместного франко-итальянского проекта фрегатов типа «Орризонте». В итоге, в 1988—1993 годах были построены лишь два корабля этого класса, в 1992 году переименованных в честь знаменитых итальянских боевых пловцов времён Второй мировой войны.

## Служба
В 2004 году оба корабля прошли модернизацию, заключавшуюся в установке пусковой установки противолодочных ракетоторпед «Милас» и более совершенных гидролокаторов. По состоянию на 2009 год, оба эсминца типа «Луиджи Дуранд де ла Пенне» остаются на вооружении ВМС Италии и несут активную службу.

## Представители
| Название                                           | Номер | Закладка       | Спуск на воду   | Вступление в строй |
| -------------------------------------------------- | ----- | -------------- | --------------- | ------------------ |
| Луиджи Дуранд де ла Пенне Luigi Durand de la Penne | D 560 | 20 января 1988 | 29 октября 1989 | 18 марта 1993      |
| Франческо Мимбелли Francesco Mimbelli              | D 561 | 15 ноября 1989 | 13 апреля 1991  | 19 октября 1993    |

## Участие в операциях
- Эскадренный миноносец D560 ВМС Италии «Дуранд де ла Пене» принимал участие в морской операции НАТО «Союзный оператор» по борьбе с Сомалийскими пиратами Индийском океане и Аденском заливе с октября 2008 года по 14 декабря 2008 года.